# Нибуров мир
Нибуров мир (нем. Nyeburs vrede) — договор мирного урегулирования между Новгородом и Ганзой, подписанный в 1392 году в Новгороде. Получило название от имени Иоганна Нибура, представителя немецкой стороны. Этот документ устранил взаимные претензии сторон, был разработан дальнейший ход торговых отношений. Теперь урегулированием отношений между Ганзой и Новгородом занимались ливонские города.

## История

### Конфликты Ганзы с Новгородом
На протяжении 70-х годов XIV века постоянно возникали конфликты между немцами и новгородцами. Основными претензиями сторон было ограбление купцов, конфискация товаров, неприемлемые условия для торговли. Несмотря на то, что в этот период подписывались договоры и продлевались перемирия, конфликт так и не был улажен. С 1375 года с обеих сторон стали арестовывать купцов с их товарами.
Добавило к проблемам пожар в 1385 году, от которого пострадала Торговая сторона и церкви в Новгороде. Местное население ограбило немецких купцов. С 1385 года стороны перешли к состоянию войны. Так и неурегулированный конфликт привёл к торговой блокаде со стороны Ганзы в 1388 году.
Для решения этого конфликта несколько раз (в 1388 году в Нейгаузене и в 1390 году в Нарве) ливонскими и новгородскими представителями созывались съезды. Стороны не желали идти на уступки и попытки примирения оказались безуспешными. Но длившийся конфликт им не был выгоден, вражда вредила торговле. Поэтому они продолжали искать компромиссы и стремиться к нормализации торговых отношений.

### Подписание мира
Осенью в 1391 году в Изборске прошли переговоры, на котором был выработан текст договора. От Любека должны были выступить бургомистр Готфрид Травельман и ратман Иоган Нибур. Но по дороге Травельман умер (27 ноября 1391). Нибур продолжил свою миссию вместе с послами ливонских городов и Висбю.
В январе-феврале 1392 года произошло подписание мирного соглашения между Ганзой и Новгородом. Позже Псков также заключил договор с Ганзой, но на тех же условиях, которые повторяли текст Нибурова мира. При подписании договора, кроме Иогана Нибура от Любека, также были представители из Готланда, Риги, Дерпта и Ревеля. С новгородской стороны были посадник Тимофей Юрьевич и тысяцкий Никита Фёдорович.

### Договор
Договор был подписан в двух вариантах на русском и нижненемецком языках. При этом первоначально был написан русский экземпляр, а потом с него сделан перевод на нижненемецкий. Так как списки направлялись разным сторонам, которые были причастны к подписанию договора, то из доступных нижненемецких вариантов оказалось три экземпляра (один любекский и два ревельских). Любекский вариант скопирован с русского экземпляра без изменений. А два ревельских списка были изменены, отчего текст был написан не от лица новгородцев, как это видно из любекского и русского экземпляров, а от лица немецкой стороны.
Несколько раз русские купцы были ограблены в Нарве, в ответ в Новгороде были конфискованы товары ганзейских купцов. Согласно договору, те товары, которые были конфискованы у ганзейских купцов, возвращались хозяевам. И было оговорено, что по поводу возврата товара новгородцы должны были иметь дело с жителями Нарвы. Также в документе говорилось, что претензии во время тяжбы предъявляются виновным лицам. Так как ранее ответственность за проступки отдельных лиц возлагалась на соотечественников.
По договору следовало решать конфликты там, где они произошли, и приведена норма, по которой «истцу знать истца». Новгородцы обязывались произвести розыск по поводу пожара 1385 года и грабежа немецких товаров. Последним было гарантирование свободного проезда и торговли купцов на иностранных территориях — немцам в Новгороде и Новгородской земле, а новгородцам в Готланде и владениях дерптского епископа.

### После подписания
Нибуров мир стал образцом в дальнейших отношениях между Ганзой и Новгородом. К нему часто обращались при переговорах и подписании договоров. Этот документ обозначил характер и правила торговли между немецкими городами и Новгородом, им пользовались как инструкцией при решении конфликтов. Нибуров мир фактически действовал до 1494 года, пока не был закрыт Немецкий двор московским правителем Иваном III.

## Издания договора
- Договор Великого Новгорода с ганзейскими городами (Нибуров мир) Архивная копия от 29 января 2022 на Wayback Machine // Грамоты Великого Новгорода и Пскова / Под ред. С. Н. Валка. — М.-Л.: Академия наук СССР, 1949. — С. 80—83.
- Русская историческая библиотека / Под ред. А. Барсукова. — СПб.: В. С. Балашев и К, 1894. — С. 2. (отрывок)
- Русско-ливонские акты / Собр. К. Е. Напьерским. — СПб.: Императорская Академия наук, 1868. — С. 84—88.